# سیارک ۳۲۲۸۸
سیارک ۳۲۲۸۸ (به انگلیسی: 32288 Terui، نامگذاری:2000QN1) سی و دو هزار و دویست و هشتاد و هشتمین سیارک کشف شده‌است که در ۲۳ اوت ۲۰۰۰ کشف شد.